# Южен газов коридор
Проектът за изграждане на т.нар. Южен газов коридор предвижда той да бъде четвъртата голяма ос за доставки на газ за Европейския съюз, заедно със Северния коридор от Норвегия, Източния от Русия и Средиземноморския от Африка. Основната му цел е да се подобри сигурността на доставките – както се видя от газовата криза през януари 2009 г., най-засегнати се оказват страните, които разчитат на един-единствен доставчик. Южният газов коридор ще представлява директна връзка между газовия пазар на ЕС и едни от най-големите находища на газ в света, тези на Каспийско море и Близкоизточния басейн. Предвижда се главни доставчици по проекта да бъдат Азербайджан, Туркменистан и евентуално Ирак. В бъдеще могат да бъдат включени и Иран и Египет, но политическата ситуация в тези страни не позволява това. Ключова транзитна страна ще бъде Турция, като се предвиждат и други транзитни маршрути през Черно море и Източното Средиземноморие.
Очаква се до 2020 г. доставките по Южния коридор да задоволяват около 10-20 % от нуждите на ЕС от газ, което се равнява приблизително на 45-90 млрд. куб. м газ годишно. Планът за изграждане на коридора включва и създаване по инициатива на ЕС на Каспийска организация за развитие, която да включва максимален брой държави от района на Каспийско море, като най-вече се цели членство на Туркменистан и Казахстан. Организацията ще подкрепя проучването и разработването на нови залежи в Каспийския регион, както и доставката на добития газ към ЕС. По този начин богатите на газ и нефт държави от района ще се привлекат като сигурни и дългосрочни доставчици за европейския пазар.